# Dracula chiroptera
Dracula chiroptera     é uma espécie de orquídea epífita de crescimento cespitoso cujo gênero é proximamente relacionado às Masdevallia, parte da tribo Pleurothallidinae. Esta espécie é originária nordeste do Equador e sudoeste da Colômbia, onde habita florestas úmidas e nebulosas.
Pode ser diferenciada das espécies mais próximas, Dracula wallisii e Dracula hirtzii, por apresentar sépalas internamente mais pubescentes que a segunda e menos que a primeira.